# Stefano Napolitano
Stefano Napolitano (sinh ngày 11 tháng 4 năm 1995) là tay vợt quần vợt người Ý đang chơi hệ thống ATP Challenger Tour. Vào ngày 14 tháng 11 năm 2016, anh đạt được vị trí  ATP đơn cao nhất trong sự nghiệp là 173 và xếp hạng cao nhất đôi là 230, đều đạt được vào ngày 9 tháng 5 năm 2016.
Napolitano đánh bại Augusto Vỉgili ở vòng loại của Distal & ITR Group Tennis Cup 2015 6–0, 6–3, thắng với 1 séc không bị mất một điểm nào, được goi là golden set.

## Danh hiệu Tour
| Legend                 |
| ---------------------- |
| Grand Slam (0)         |
| ATP Masters Series (0) |
| ATP Tour (0)           |
| Challenger (1)         |

### Đôi
| Outcome | TT | Ngày                | Giải đấu | Mặt sân | Đồng đội      | Đối thủ                               | Tỷ số       |
| ------- | -- | ------------------- | -------- | ------- | ------------- | ------------------------------------- | ----------- |
| Vô địch | 1. | 27 tháng 4 năm 2014 | Vercelli | Đất nện | Matteo Donati | Pierre-Hugues Herbert Albano Olivetti | 7–67–2, 6–3 |